# Angelo Michele Besseghi
Angelo Michele Besseghi (* 1670 in Bologna; † 1744 in Paris) war ein italienischer Komponist und Violinist.

## Leben
Angelo Besseghi, auch häufig Bezegui geschrieben, kam 1684 nach Paris und wurde chef de la musique beim Chevalier Louis Fagon (1680–1744), einem Staatsrat und Intendant des Finances. Besseghi erlitt bei einem Sturz den Bruch seines linken Arms, in dessen Folge er kein Musikinstrument mehr spielen konnte. Fagon vertraute ihm eine andere Tätigkeit an, die ihm lebenslanges Auskommen sicherte.
Von seinen Violinsonaten Op. 1 befindet sich ein Exemplar in den Beständen der Sing-Akademie zu Berlin. Laut François-Joseph Fétis veröffentlichte er außerdem ein Buch mit Cembalomusik.

## Werke (gedruckt)
- 12 Sonate a Violino Solo e Violoncello o Basso Continuo, Op. 1,  Estienne Roger, Amsterdam, 1710
- Pièces Choisies et très Brillantes pour le Clavecin ou l'Orgue, Op. 4, Madame Boivin, Paris, 1743